# Floridia
Floridia er en italiensk by (og kommune) i regionen Sicilien i Italien, med omkring 21.182(2023) indbyggere.  